# Bulbophyllum similissimum
Bulbophyllum similissimum är en orkidéart som beskrevs av Jaap J. Vermeulen. Bulbophyllum similissimum ingår i släktet Bulbophyllum och familjen orkidéer. Inga underarter finns listade i Catalogue of Life.